# Soultans
Soultans est un groupe allemand de rhythm and blues. Il est surtout connu en Europe, mais aussi pour avoir signé un petit contrat chez BMG.

## Histoire
Les Soultans était initialement composé de trois membres et basé en Allemagne, bien que deux de ses membres étaient anglais. Le groupe est lié à un label discographique allemand, Coconut Records, qui lance un certain nombre d'autres groupes. Le chanteur principal du groupe, Marvin Broadie, et le musicien Marco Boi, furent un peu plus tard remplacés par Sascha van Haasen et Mike Marshall en 2002.
Bien que le groupe revendique des influences de la musique des années 1970, Soultans utilise des éléments du hip-hop, jazz et de soul pour construire sa musique, suivant le modèle de Londonbeat, un groupe anglais. Le groupe est surtout connu pour deux de ses singles sortis en 1996 Can't Take My Hands off You et I Heard it Through the Grape Vine. Le groupe sort deux albums dans les années 1990 Love, Sweat and Tears en 1997 qui atteint la deuxième place des charts danois et Take off en 1998.
Le groupe sort dans les années 2000 trois autres albums : Tribute to Soul avec BMG en 2001, Hit Collection 1 et Hit Collection 2 en 2005 avec Coconut, avant de ressortir un certain nombre de titres extraits de l'album Can't Take My Hands off You en 2005.
Les Soultans sortent un album en septembre 2007 intitulé The Very Best of Soult, qui est une compilation de leurs premiers travaux musicaux.

## Discographie

### Albums studio
- 1997 : Love, Sweat and Tears (22e en Autriche, 2e au Danemark, 42e en Suisse et en Suède[3],[4])
- 1998 : Take Off
- 2001 : Tribute to Soul

### Compilations
- 2002 : Greatest Hits
- 2005 : Hit Collection 1: The Best of the Soultans
- 2005 : Hit Collection 2: Classics
- 2005 : Can’t Take My Hands off You
- 2006 : Soul Gold
- 2007 : The Very Best of Soultans

### Singles
- 1996 : Can't Take My Hands off You (12e en Autriche, 15e en Suisse et en Suède[3]
- 1996 : I Heard It Through the Grapevine (24e en Autriche, 44e en Nouvelle-Zélande[3])
- 1997 : I Know
- 1997 : Every Little Move
- 1997 : Rhythm of Love
- 1998 : Get Ready
- 1998 : A Piece of Heaven
- 2000 : Kiss and Say Goodbye
- 2001 : Set Me Free
- 2002 : Don't Leave Me this Way (feat. Thelma Houston)